# Kappa Cassiopeiae
Kappa Cassiopeiae (κ Cas / 15 Cassiopeiae / HD 2905 / HR 130) es una estrella en la constelación de Casiopea de magnitud aparente +4,17. Es una supergigante azul de tipo espectral B1Iae.
Aunque sólo la novena más brillante de la constelación, Kappa Cassiopeiae es una estrella extraordinariamente luminosa, unas 420.000 veces más que el Sol.
Si estuviese en el centro del sistema solar, la Tierra tendría que estar 650 veces más alejada de como está hoy para que el ser humano pudiera sobrevivir.
Solamente la gran distancia que nos separa de ella, en torno a 4100 años luz, hace que no sea una de las estrellas más brillantes del firmamento.
Además de ser muy caliente —tiene una temperatura de 24.000 K—, Kappa Cassiopeiae es una estrella muy masiva, con una masa de 40 masas solares en el momento de su formación.
Actualmente, debido al viento estelar de más de 1000 km/s que sopla desde su superficie, pierde masa a razón de 2 millonésimas de la masa solar cada año; esta pérdida de masa estelar es más de 10 millones de veces mayor que la causada en el Sol por el viento solar.
Estrellas así tienen una vida muy corta; la edad de Kappa Cassiopeiae se estima en unos 5 millones de años, y ya está en la fase final de su evolución, probablemente transformando helio en carbono en su núcleo. Este tipo de estrellas son ligeramente variables, estando clasificada como una variable Alfa Cygni.
Es seguro su final como supernova y está en el límite en el cual el núcleo remanente estelar pueda colapsar en un agujero negro.